# 藤岡信吾
藤岡 信吾（ふじおか しんご、1901年6月27日 - 1977年9月3日）は、日本の経営者。茨城県出身。

## 経歴
1925年に慶應義塾大学法学部を卒業し、同年に三菱商事に入社。1949年6月に三菱石油に転じ、195年11月に取締役に就任し、1955年11月に常務を経て、1961年5月には社長に就任。1973年5月に会長に就任し、1974年5月には取締役相談役に退いた。1965年5月には石油連盟会長に就任。
1963年11月に藍綬褒章を受章し、1971年11月に勲二等旭日重光章を受章。
1977年9月3日腎盂腎炎のために死去。76歳没。